# 蚌埠南駅
蚌埠南駅（ほうふみなみ-えき）は中華人民共和国安徽省蚌埠市竜子湖区に位置する中国国鉄上海鉄路局が管轄する京滬高速鉄道および合蚌旅客専用線の駅である。

## 歴史
- 2011年6月30日 - 京滬高速鉄道の駅として開業。
- 2012年10月26日 - 合蚌旅客専用線が開業。

## 隣の駅
中国国鉄
京滬高速鉄道
宿州東駅 - 蚌埠南駅 - 定遠駅